# Kirsch-Operator
Der Kirsch-Operator ist ein nichtlinearer Kantendetektor, der als Kantenstärke eines Bildpunktes die am stärksten ausgeprägte Gradientenrichtung liefert. Es werden dabei nur acht diskrete Richtungen, ausgehend von 0°, in 45°-Schritten betrachtet.

## Analytische Beschreibung
Eine analytische Beschreibung ist wie folgt möglich:
{\displaystyle h_{n,m}={\rm {{max}_{z=1,\ldots ,8}\sum _{i=-1}^{1}\sum _{j=-1}^{1}g_{ij}^{(z)}\cdot f_{n+i,m+j}}}},
wobei {\displaystyle {\rm {g_{ij}^{(z)}}}} die Komponente in der (i+2) Zeile und der (j+2) Spalte der Matrix {\displaystyle {\rm {g^{(z)}}}} bezeichnet.
Die Matrizen {\displaystyle {\rm {g^{(z)}}}} sind dabei die Richtungsschablonen 
{\displaystyle \mathbf {g^{(1)}} ={\begin{bmatrix}+5&+5&+5\\-3&0&-3\\-3&-3&-3\end{bmatrix}},\ \mathbf {g^{(2)}} ={\begin{bmatrix}+5&+5&-3\\+5&0&-3\\-3&-3&-3\end{bmatrix}},\ \mathbf {g^{(3)}} ={\begin{bmatrix}+5&-3&-3\\+5&0&-3\\+5&-3&-3\end{bmatrix}},\ \mathbf {g^{(4)}} ={\begin{bmatrix}-3&-3&-3\\+5&0&-3\\+5&+5&-3\end{bmatrix}}} usw.

## Beispielbilder

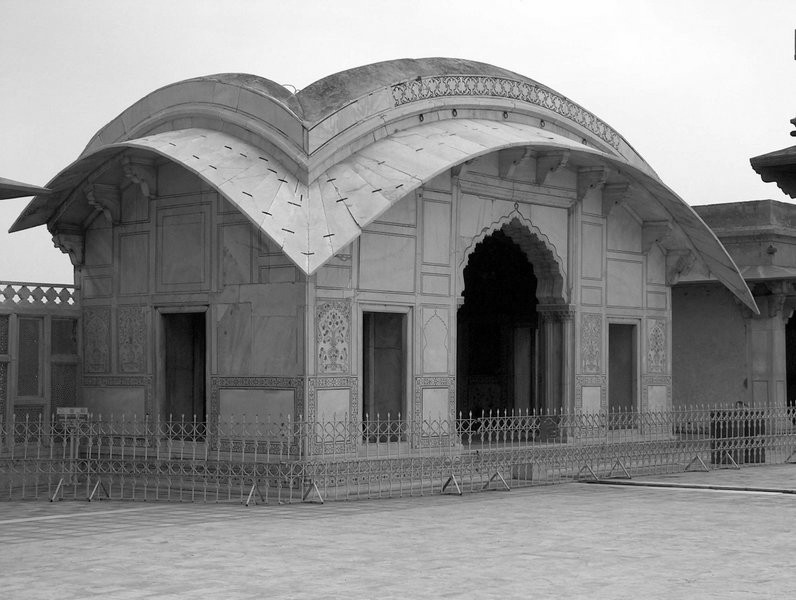
Originalbild
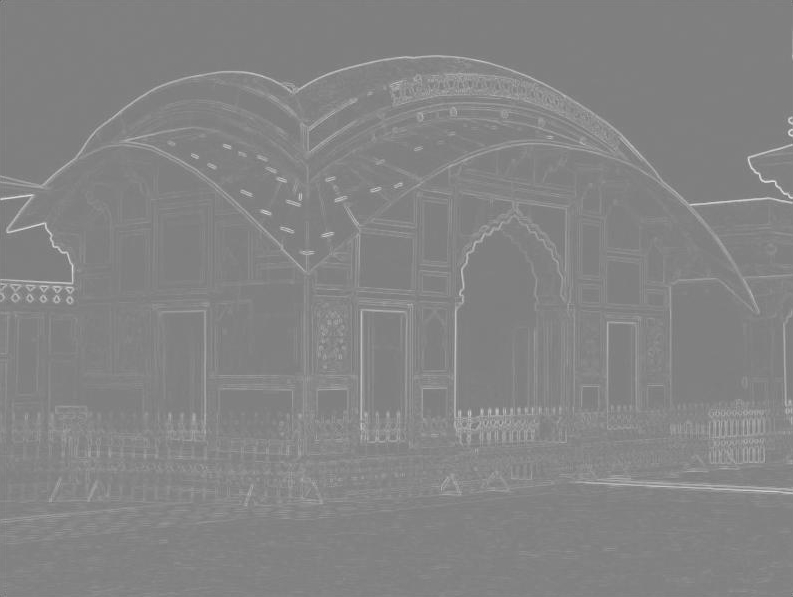
Maximaler Gradient der 8 Richtungen

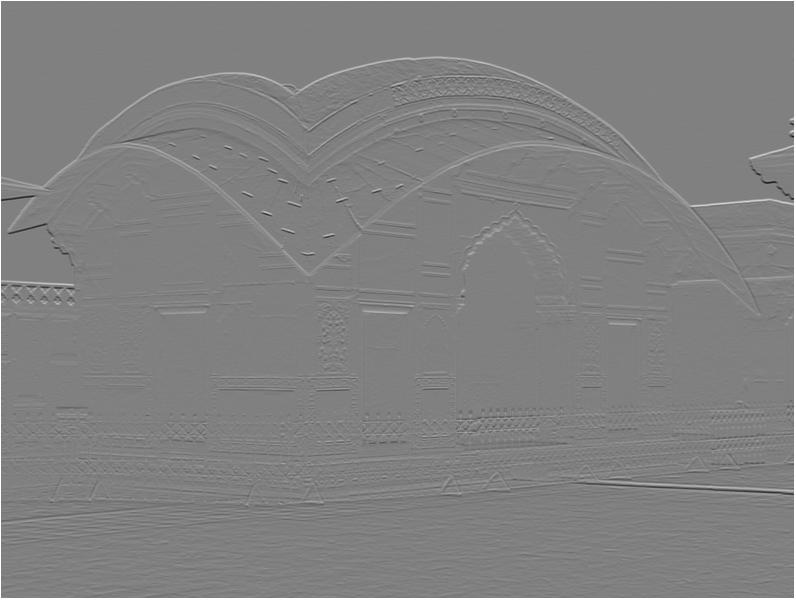
Bild gefiltert mit g1
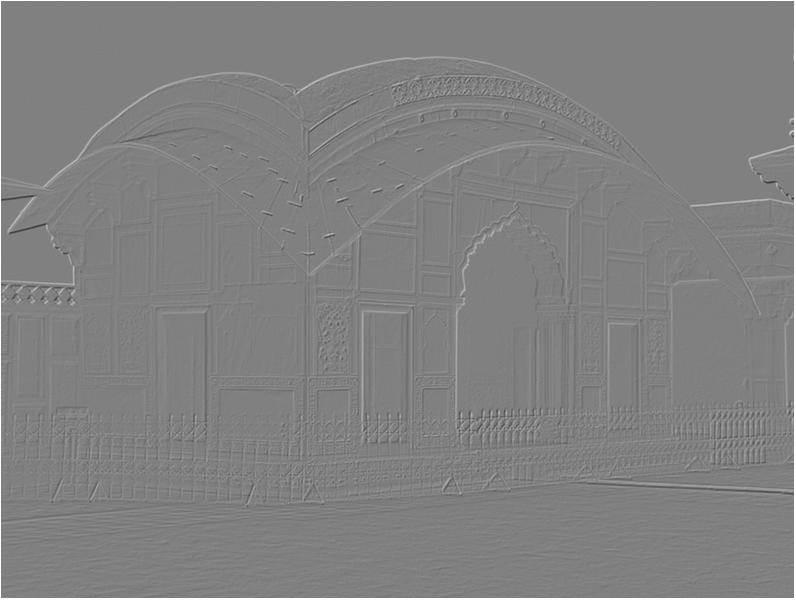
Bild gefiltert mit g2
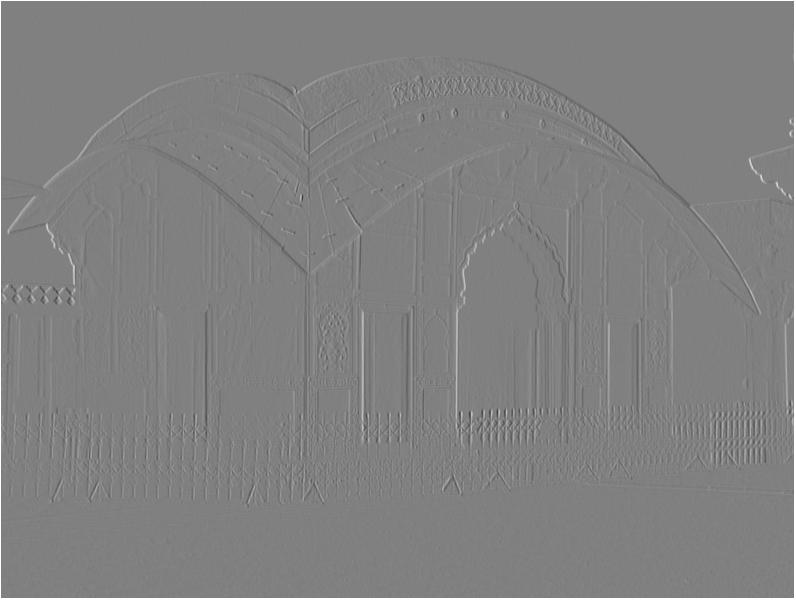
Bild gefiltert mit g3
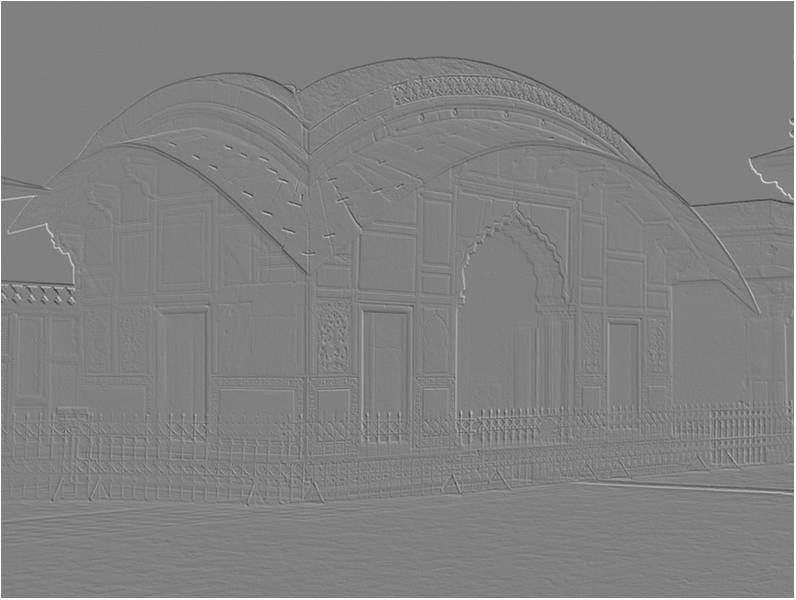
Bild gefiltert mit g4

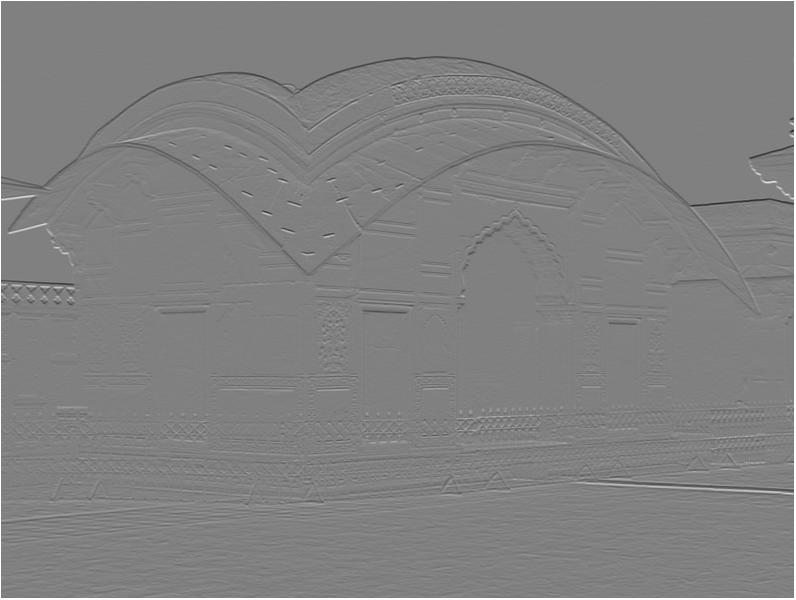
Bild gefiltert mit g5
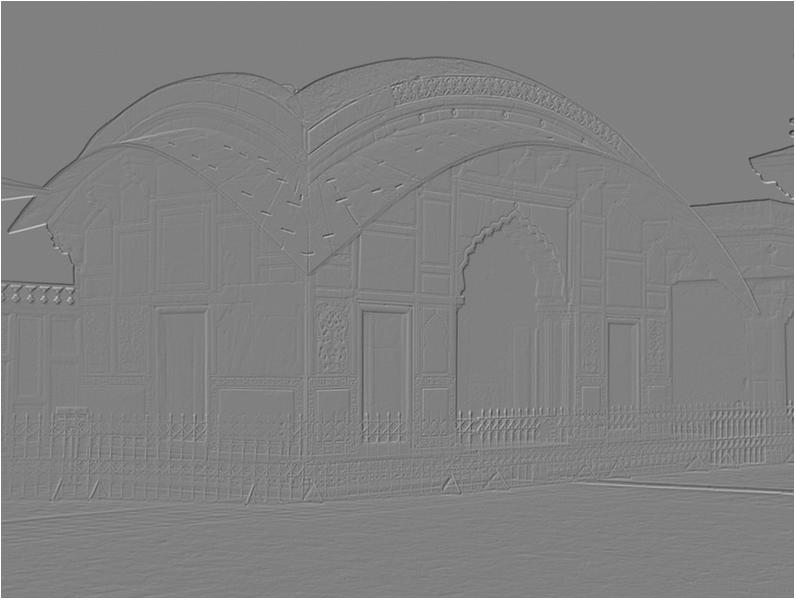
Bild gefiltert mit g6
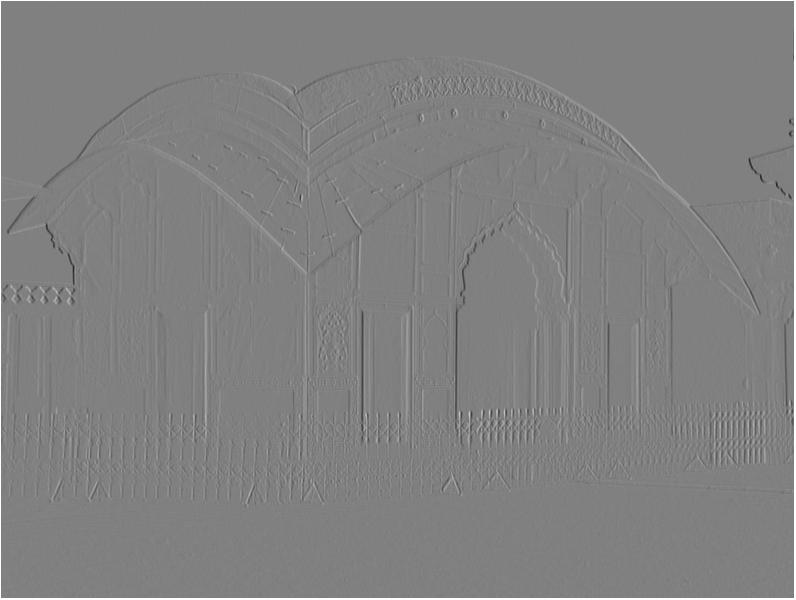
Bild gefiltert mit g7
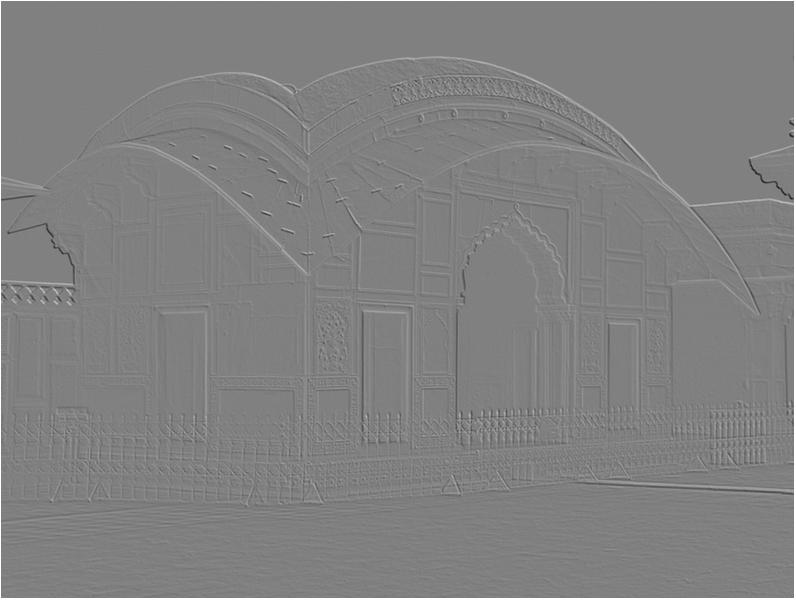
Bild gefiltert mit g8